# Charcier
Charcier település Franciaországban, Jura megyében. Lakosainak száma 142 fő (2022. január 1.). Charcier Doucier, Charézier, Châtillon, Denezières és Uxelles községekkel határos.

## Népesség
A település népességének változása:
| Lakosok száma | 113  | 92   | 112  | 116  | 118  | 116  | 129  | 139  | 142  | 142  |
|               | 1968 | 1982 | 1990 | 2006 | 2013 | 2015 | 2017 | 2019 | 2020 | 2022 |